# César Navas
César González Navas (ur. 14 lutego 1980 w Madrycie) – piłkarz hiszpański grający na pozycji środkowego obrońcy.

## Kariera klubowa
Navas urodził się w Madrycie. Karierę piłkarską rozpoczął w szkółce Realu Madryt. Nie zdołał jednak awansować do składu pierwszej drużyny i od 1999 roku występował w rezerwach Realu. W 2003 roku odszedł z klubu do Málagi CF, jednak początkowo także w tym klubie był członkiem zespołu rezerw i w latach 2003–2005 grał w rozgrywkach Segunda División. 12 grudnia 2004 roku zadebiutował w Primera División w wygranym 1:0 domowym spotkaniu z Levante UD. Od czasu debiutu grał w podstawowym składzie Málagi, a 9 stycznia 2005 strzelił dla niej pierwszego gola, w meczu z Racingiem Santander (1:2). W 2006 roku spadł z Málagą do Segunda División i na tym szczeblu rozgrywek grał przez pół roku. Na początku 2007 roku został wypożyczony do pierwszoligowego Gimnàstiku Tarragona i 21 stycznia rozegrał w jego barwach swoje pierwsze spotkanie, przegrane 0:3 z Barceloną. Na koniec sezonu 2006/2007 spadł z Gimnàstikiem do drugiej ligi.
Latem 2007 roku Navas odszedł z Málagi do Racingu Santander za 300 tysięcy euro. Swój debiut w Racingu zaliczył 16 grudnia 2007 w spotkaniu z Realem Murcia (1:2). W 2008 roku zakwalifikował się z Racingiem do Pucharu UEFA, a w klubie tym występował do końca 2008 roku.
W zimowym oknie transferowym 2009 roku Navas podpisał kontrakt z rosyjskim Rubinem Kazań, mistrzem Rosji z sezonu 2008. Kwota transferu wyniosła 2 miliony euro, a 14 marca Hiszpan zadebiutował w Premier Lidze w zwycięskim 3:0 domowym meczu z Kubaniem Krasnodar.
W 2015 roku Navas został zawodnikiem FK Rostów.
| Sezon   | Klub                | Kraj      | Rozgrywki          | Mecze | Bramki |
| ------- | ------------------- | --------- | ------------------ | ----- | ------ |
| 1999/00 | Real Madryt B       | Hiszpania | Segunda División B | 33    | 1      |
| 2000/01 | Real Madryt B       | Hiszpania | Segunda División B | ?     | ?      |
| 2001/02 | Real Madryt B       | Hiszpania | Segunda División B | 37    | 0      |
| 2002/03 | Real Madryt B       | Hiszpania | Segunda División B | 31    | 1      |
| 2003/04 | Málaga CF B         | Hiszpania | Segunda División   | 36    | 1      |
| 2004/05 | Málaga CF B         | Hiszpania | Segunda División   | 15    | 0      |
| 2004/05 | Málaga CF           | Hiszpania | Primera División   | 21    | 1      |
| 2005/06 | Málaga CF           | Hiszpania | Primera División   | 28    | 2      |
| 2006/07 | Málaga CF           | Hiszpania | Segunda División   | 14    | 1      |
| 2006/07 | Gimnàstic Tarragona | Hiszpania | Primera División   | 19    | 2      |
| 2007/08 | Racing Santander    | Hiszpania | Primera División   | 18    | 0      |
| 2008/09 | Racing Santander    | Hiszpania | Primera División   | 19    | 1      |
| 2009    | Rubin Kazań         | Rosja     | Premier Liga       | 28    | 1      |
| 2010    | Rubin Kazań         | Rosja     | Premier Liga       | 29    | 1      |
| 2011/12 | Rubin Kazań         | Rosja     | Premier Liga       | 35    | 1      |
| 2012/13 | Rubin Kazań         | Rosja     | Premier Liga       | 21    | 0      |
| 2013/14 | Rubin Kazań         | Rosja     | Premier Liga       | 29    | 1      |
| 2014/15 | Rubin Kazań         | Rosja     | Premier Liga       | 22    | 0      |
| 2015/16 | FK Rostów           | Rosja     | Premier Liga       |       |        |